# Redwall - Cluny Gisslaren
Redwall eller Redwall - Cluny Gisslaren är en roman, skriven år 1986 av den brittiske författaren Brian Jacques. Boken är den första i bokserien Redwall, en serie vars böcker alla kretsar kring klostret Redwall, där antropomorfiska djur bor. Boken är indelad i tre delar: "Muren", "Uppdraget" och "Krigaren". Mattimeo är en kronologisk uppföljare till Redwall - Cluny Gisslaren.
I det storslagna klostret Redwall lever godhjärtade skogsdjur tillsammans i fred. De tvingas ge upp sin fredliga livsstil när en ond råtta, tillsammans med sin här av illvilliga djur, anfaller Redwall med avsikt att bosätta sig där. En ung mus från klostret vid namn Matthias åtar sig uppdraget att finna det legendariska svärd som klostrets grundare sägs ha gömt, för att kunna rädda sina nära och kära från de onda inkräktarna.

## Detaljerad handling
Det är den senblommande rosens sommar. Den unge och tafatte musen Matthias trivs inte med de vardagliga sysslorna han måste utföra på klostret Redwall, som ligger i en stor skog kallad Mossblomma. Matthias känner att han var skapt för någonting mer, men skogsdjuren på klostret har levt i fred i generationer, och den unge musen har ingen möjlighet att visa prov på sitt stora mod. 
En dag anländer Cluny Gisslaren, en stor, enögd råtta med en gisselliknande svans, till Mossblomma. Cluny är en ondskefull varelse som smådjuren på Redwall tidigare bara hört talas om i skräckhistorier. Råttan anför en stor hord med elaka djur, och när de får syn på klostret drabbas Cluny genast av girighet och övermod; han vill bosätta sig där och leva som en kung, och planerar att ta över byggnaden. Cluny inleder en rad attacker mot Redwall, men klosterdjuren vägrar lämna ifrån sig sitt hem och förbereder sig motvilligt, men beslutsamt, för strid.
När det går upp för Cluny att Redwalldjuren aldrig kommer att ge upp sitt kloster frivilligt försöker han istället överrumpla dem med taktiska tricks. Bland annat försöker han ta gisslan och skicka en spion att stjäla en av de klostrets mest älskade ägodelar: en vördnadsbjudande bonad som hänger i den stora hallen, föreställande Martin Krigaren, klostrets grundare och skyddsande. Djuren på Redwall lyckas vid varje försök överlista krigsherren, och Matthias får chansen att briljera när han befriar gisslan och hämtar tillbaka den värdefulla bonaden.
Matthias inser dock det stora hot Cluny fortfarande utgör, och tillsammans med klostrets krönikör Methusalem börjar han söka efter det legendariska svärd som Martin Krigaren sägs ha gömt någonstans i byggnaden. De följer ledtrådar som Martin lämnat efter sig på klosterområdet, men när de lokaliserat platsen där svärdet borde finnas inser de att det blivit stulet. Sökandet leder Matthias till den krigiska sparvstammen som bor på klostrets vind, och han tillfångatas av stammen. Matthias blir under sin motvilliga vistelse bland sparvarna vän med den tyranniske sparvkungens systerdotter, Stridsnäbb. Det framkommer dock snart att sparvarna inte längre har svärdet i sin ägo, utan att det sedan länge varit stulet av den enorme huggormen Asmodeus. Matthias lyckas till slut döda sparvkungen, till den förtryckta stammens lycka, och han ger sig av ut i Mossblomme härad i jakt på Asmodeus och Martins svärd.
Samtidigt försöker klosterinvånarna avvärja Clunys ändlösa attacker. Klostrets kämpar, så som grävlinghonan Constance, uttern Skepparn, mullvadsledaren Mullebasen och ekorren Jess, är viktiga tillgångar för skogsdjuren, men alla som kan deltar i striderna. Methusalem mördas av räven Fähund, som svikit både sin allierade, Cluny, och Redwalldjuren, som visat honom gästfrihet. Fähund blir senare dödligt sårad av Asmodeus under sin flykt från Redwall. 
När Matthias letar efter Asmodeus hemvist lär han känna nya vänner, så som gerillanäbbmusstammen Genämo under ledning av Stock-en-Stock, samt ugglan kapten Snö och vildkatten lord Julian Gingivere. Matthias får hjälp av dem under sin färd, och hittar tillsammans med Stock-en-Stock och några av hans näbbmöss till ett stort stenbrott i nordöstra Mossblomma, där Asmodeus bor. Matthias strider tappert mot den onda ormen och dräper honom med Martins återfunna svärd.
Under tiden har Cluny lyckats beslagta klostret, men hans framgång blir kortlivad, för strax efter det återvänder Matthias och hans nyvunna vänner med Martins svärd, och slutstriden mellan klosterinvånarna och Clunys armé bryter ut. Matthias kämpar mot Cluny och lyckas till slut övermanna honom; dock hinner abbot Mortimer bli dödligt sårad innan Matthias till slut dödar Cluny. Trots att Redwall nu är fritt från det avskum som sökte att besegra dem sörjer de alla de vänner de förlorat i striderna.
Boken avslutas med en epilog som utgörs av ett utdrag ur Redwalls krönika, skriven av John Kyrkmus, klostrets nye krönikör. Man får i denna epilog veta vad som hänt efter striden mot Cluny Gisslaren och hans undersåtar. Det avslöjas bland annat att Matthias och musflickan Blåklint har en son vid namn Matthias Methusalem Mortimer; "Mattimeo".

## Karaktärer
Matthias
Matthias är den unge och modige mus som är protagonisten i denna bok. När Matthias först kom till klostret var han en liten, föräldralös skogsmus. Till en början är han väldigt klumpig och blyg, men framåt slutet av boken har han vuxit både till kropp och själ. Matthias ser upp till klostrets abbot, Mortimer, men har svårt att respektera munkarnas strikta åsikter om att aldrig bruka våld, då han själv alltid drömt om att bli en krigare. Hans främsta förebild är den sedan länge bortgångne Martin Krigaren, som framträder i Matthias drömmar och bistår med råd.
Matthias är väldigt förtjust i den unga musflickan Blåklint, och i bokens epilog, som berättar om händelser som tar plats ett år efter bokens slut, får man veta att Matthias och Blåklint tillsammans har en son vid namn Mattimeo.
Martin Krigaren
Martin Krigaren (Martin the Warrior) är den storslagne krigare som grundade klostret Redwall. Även om det var väldigt många årstider sedan Martin gick bort lever hans minne fortfarande kvar, och hans ande sägs leva kvar för att skydda och bistå de fredliga invånarna med råd i deras drömmar. En detaljerad bonad som föreställer honom pryder en av väggarna i klostrets stora hall. Trots att Martin inte har några ättlingar är han och Matthias väldigt lika varandra både till utseende och till beteende.
Cluny Gisslaren
Cluny Gisslaren (Cluny the Scourge) utgör bokens antagonist. Han är en vildsint, före detta skeppsråtta vars ursprung är oklart. Cluny är en ovanligt stor råtta, som i boken beskrivs ha "raggig päls och krokiga, spetsiga tänder", med ärr över hela kroppen. Cluny har endast ett öga kvar sedan en våldsam duell med en gädda, som Cluny trots allt gått segrande ur. Hans svans är väldigt lång och påminner om en piska, vilket gav upphov till hans smeknamn "Gisslaren". Hans svanstipp är försedd med en giftgadd.
Det sägs att Cluny är fullkomligt hänsynslös, och att han inte räds någonting. Efter att Martin Krigaren hemsöker honom i hans mardrömmar blir han dock skräckslagen för denna muskrigare, och även senare för Matthias, när han märker hur mycket denne nutida krigare påminner om Martin.
Basil Hjort Hare
Basil Hjort Hare (Basil Stag Hare) är en tapper hare som Matthias stöter på och genast blir god vän med när han försöker rädda några djur som Cluny tagit som gisslan. Basil presenterar sig själv som en "utomordentlig spejare, bakbensboxare, vildmarksguide och kamouflagespecialist". I likhet med andra harar i bokserien har Basil en hejdlös aptit, och trots att djuren på Redwall tycker om Basil väldigt mycket får han ofta höra dem klaga på att han äter dem ur hus och hem.
Basils mellannamn "Hjort" har han själv döpt sig till, då han anser att hjortar är de mest magnifika djur som finns, och han har alltid önskat att vara en sådan. "Hare" är hans släktnamn.
Methusalem
Musen Methusalem (Methusaleh) är klostrets gamle krönikör. Han är, trots sin ålder, väldigt ungdomlig och nyfiken, och är, på grund av sin kunskap om Redwall, Matthias till stor hjälp när de söker efter Martins svärd. Methusalem blir under bokens gång mördad av den förrädiska räven Fähund. Efter hans bortgång tar John Kyrkmus hans plats som Redwalls krönikör.
Blåklint
Blåklint (Cornflower) är den unga, givmilda musdam som Matthias tidigt i boken fattar tycke för. Trots att hon inte är den fysiskt starkaste av klostrets invånare gör hon sitt bästa för att hjälpa till i krigföringen mot Cluny. I slutet av boken har hon gift sig med Matthias.
Abbot Mortimer
Klostrets välvillige abbot heter Mortimer. Mortimer förespråkar fred, och går inte med på att kriga mot Cluny förrän han inser att det är ett nödvändigt ont. I slutet av boken blir han dödligt förgiftad av den förgiftade spetsen på Clunys svans, och överlåter sin plats som abbot åt Broder "Alf" Mordalfus innan han går bort. Han ger även Matthias och Blåklint sin välsignelse innan han lämnar dem.
Constance
Constance är en barsk men godhjärtad grävlingshona som bor i klostret. Hon är Abbot Mortimers äldsta vän, och tar främst hand om småttingarna på klostret. Trots att hon är van vid att ta hand om småbarn är hon en mycket god kämpe och försvarar klostret med förvånansvärd styrka.
Stridsnäbb Sparv
Stridsnäbb Sparv (Warbeak Sparra) är en sparv som bor med sin flock på Redwalls vind. Hon är dotter till sparvkungens syster, Gråvinge, och är mycket högt aktad bland sitt folk, till skillnad från den själviske kungen. Precis som hennes flock talar hon med en väldigt annorlunda dialekt.
Stridsnäbb och Matthias träffades för första gången då hennes vinge av misstag genomborrades av en pil, och hon föll till marken. Stridsnäbb och Matthias var först fientligt inställda till varandra, men utvecklade en vänskap när de tillsammans klättrade till Redwalls vind under Matthias jakt på Martins svärd. Stridsnäbb ogillar starkt att hennes nye vän hålls fången av hennes morbror, men vågar, precis som de andra sparvarna, inte sätta sig upp mot honom. När Matthias dödar sparvkungen blir hon den nya ledaren och erhåller titeln Drottning Stridsnäbb.
Stock-en-Stock
Stock-en-Stock (Log-a-Log) är ledaren över Genämo, "Gerillanäbbmössen i Mossblomma". Han är en skicklig krigare och en rättvis ledare.

## Trivia
Många av de namn som omnämns i denna bok återkommer även i senare böcker i Redwall-serien. Lord Julian Gingivere är en avlägsen släkting till vildkatten Gingevere, bror till den tyranniska härskarinnan Tsarmina, som båda spelar stora roller i böckerna Mossblomma.
Även namn som Stock-en-stock, Skepparn och Mullebasen, som alla finns med i denna bok, återkommer i andra Redwall-böcker; dessa är nämligen titlar snarare än namn på den som är ledare för näbbmöss, uttrar respektive mullvadar.
Räven Fähund, som i denna bok endast har en biroll, är i uppföljaren Mattimeo - Slagar den Grymme den ledande antagonisten.
Den senblommande ros som nämns i prologen nämns även i boken Martin Krigaren, där dess lök ges till klostrets abbot av en förbiresande musflicka. Rosen symboliserar musflickan Höstros (Laterose i det engelska originalet, vilket betyder "sen ros"), som var Martin Krigarens enda kärlek.